# Registro de pliegos

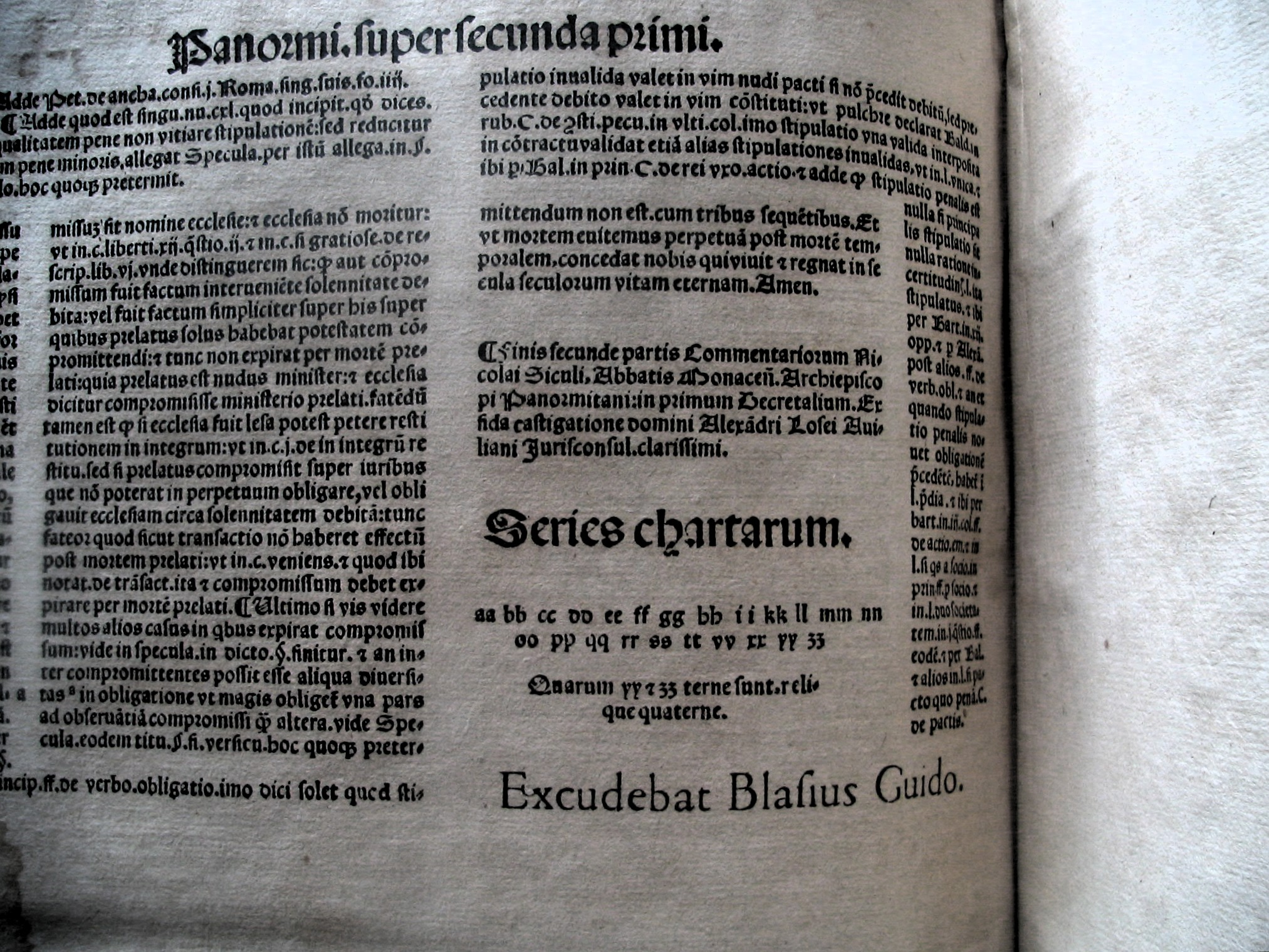
Panormitanus 1555 series chartorum

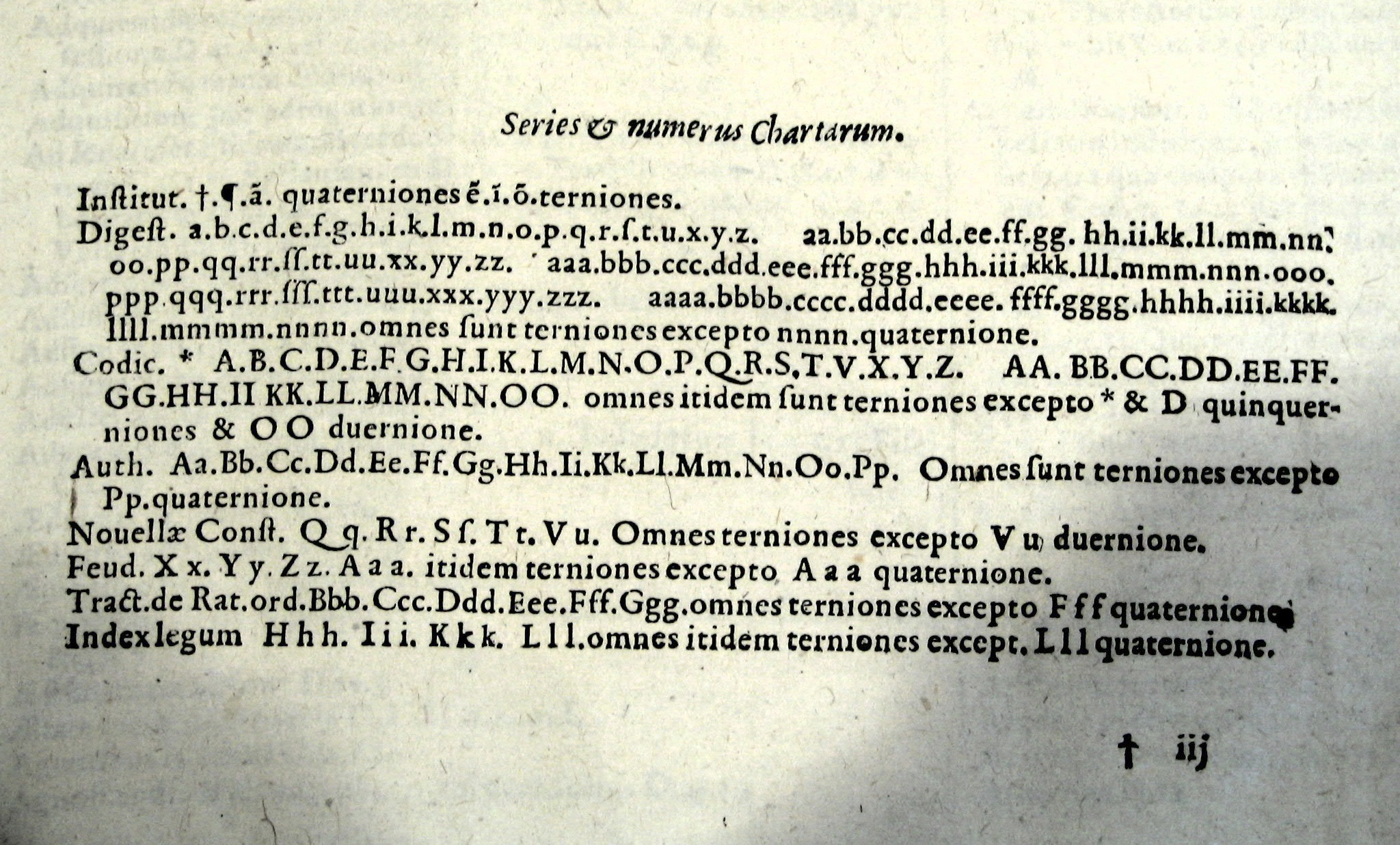
Series & numerus chartarum

El Registro de pliegos era un paratexto que incluía en los libros antiguos para que libreros, encuadernadores y  usuarios pudieran comprobar su integridad. Normalmente iba en la parte final del libro.
En un principio consistía en una lista de reclamos pero enseguida se sustituyó por la lista de signaturas junto con el número de hojas que componen cada pliego: cuadernos formados por cuatro hojas, quinternos por cinco, etc.
Dejó de usarse a finales del siglo XVI.